# Квантова теорія поля на ґратці

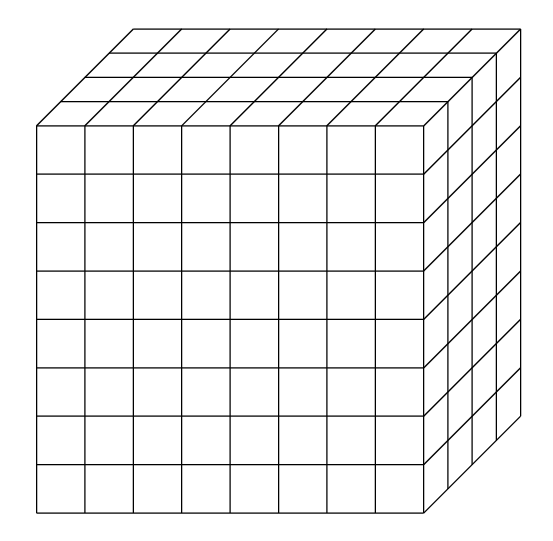
Приклад 3-D ґратки

Теорія поля на ґратці — це галузь теоретичної фізики, зокрема квантової теорії поля, що вивчає теорії поля визначені на просторових або просторово-часових ґратках.
Теоретичний опис основних складових матерії та взаємодія між ними базується на квантовій теорії поля. Основними елементами теорії поля є поля. Вони є функціями {\displaystyle \phi } кожної точки {\displaystyle x} часу-простору {\displaystyle \phi (x)\ .}
У випадку класичних теорій поля, {\displaystyle \phi (x)} зазвичай є елементом дійсного чи комплексного многовиду скінченної розмірності, котрий в більшості випадків є лінійним простором. Наприклад:
- дійсне скалярне поле {\displaystyle \phi (x)\in \mathbf {R} \ ,}
- комплексне скалярне поле {\displaystyle \phi (x)\in \mathbf {C} \ ,}
- {\displaystyle n}-векторне поле {\displaystyle \phi (x)\in \mathbf {R} ^{n}\ ,}
- безмасове (фотонне) поле {\displaystyle A_{\mu }(x)\in \mathbf {R} \ ,} де {\displaystyle \mu =0,1,2,3} лоренцівські індекси,
- поля Янга-Міллса {\displaystyle A_{\mu }(x)=\sum _{b}A_{\mu }^{b}(x)T_{b}\ ,} компонентами якого є елементи алгебри Лі компактної групи Лі з генераторами {\displaystyle T_{b}\ .}

З іншого боку, в операторному формалізмі квантової теорії поля є операторами, що діють в гільбертовому просторі. (Якщо точніше, квантові поля
{\displaystyle \phi (x)} є операторозначними розподілами, що означає, що їхні інтеграли
{\displaystyle \int f(x)\phi (x)dx} з відповідними тестовими функціями {\displaystyle f(x)} є операторами.)
Фізичний зміст теорії поля суттєво залежить від її Лагранжіану
{\displaystyle {\mathcal {L}}(\phi (x),\partial ^{n}\phi (x))\ ,} котрий є функцією
{\displaystyle \phi (x)} і її похідних. Лагранжіан визначає польові рівняння, які складають взаємодії. Якщо сила взаємодії визначається малим параметром {\displaystyle g\ ,} отже можливо приблизно обчислити фізичні величини до певної точності в рамках теорії збурень, завдяки розкладу в степеневий ряд по {\displaystyle g\ .} Цей метод також застосовується, наприклад, в квантовій електродинаміці (КЕД), де величина взаємодії пропорційна сталій тонкої структури {\displaystyle \alpha \approx 1/137\ ,} і багато спостережуваних величин можуть бути отримані у вигляді степеневого ряду по {\displaystyle \alpha \ .} Але існують випадки, де теорія збурень виявилася незастосовною для обчислень фізичних величин. Найбільш вагомим прикладом є низькоенергетичний режим квантової хромодинаміки (КХД) — теорії сильної взаємодії елементарних частинок.
Не лише квантова хромодинаміка, а й інші складові Стандартної Моделі елементарних частинок та її розширення складають низку проблем, що не розв'язуються теорією збурень. Один з важливих кроків до вирішення цієї проблеми був зроблений Вільсоном у 1974 (Wilson, 1974). Він запропонував формулювання Квантової хромодинаміки на просторово-часовій ґратці, що дозволило обійтися без теорії збурень. Ця дискретизація буде описана детальніше далі. Такий підхід дозволив сформулювати ряд чітко визначених математичних проблем які, в принципі, мають розв'язок. Також треба звернути увагу на те, що впровадження просторово-часової ґратки може розглядатися як початкова точка математично чіткого формулювання квантової теорії поля, відомої як конструктивна квантова теорія поля.
В сучасній квантовій теорії поля впровадження просторово-часової ґратки є іншим підходом на противагу операторному формалізму. Це теорія поля на ґратці. Її основними складовими є:
- інтеграли по конфігураціям полів
- Евклідова теорія поля
- просторово-часова дискретизація полів.

Теорія поля на ґратці виявилася успішною для обчислень фізичних величин у випадку, де теорія збурень була незастосовною. В цій статті наведено загальний огляд формулювання та методів Теорії поля на ґратці. Основні моменти проілюстровані на прикладі скалярної теорії поля.

## Квантова теорія поля у формалізмі функціонального інтегралу
Формулювання Квантової теорії поля через функціональний інтеграл є узагальненням квантово-механічного інтегралу по шляхах. В квантовій механіці амплітуда переходу точкової частинки в одновимірному просторі визначена, як:
{\displaystyle \langle x'|\mathrm {e} ^{-\mathrm {i} HT}|x\rangle ,}
де {\displaystyle |x\rangle } власний (невідповідний) стан оператора координати і {\displaystyle H} гамільтонів оператор.

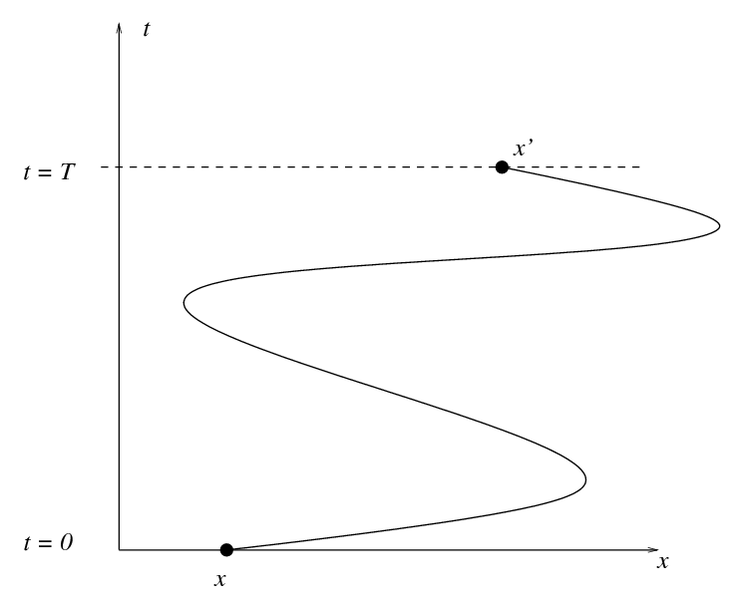
Траєкторія (шлях) частинки

Амплітуда переходу може бути записана через інтеграл по шляхам, як
{\displaystyle \langle x'|\mathrm {e} ^{-\mathrm {i} HT}|x\rangle =\int \!{\mathcal {D}}x\ \mathrm {e} ^{\mathrm {i} S},}
де інтегрування відбувається по всім можливим траєкторіям {\displaystyle x(t)}
від {\displaystyle x} до {\displaystyle x'} протягом часового інтервалу {\displaystyle T} і
{\displaystyle S=\int _{0}^{T}\!dt\,L(x,{\dot {x}})}
є класичною дією для такої траєкторії.
Формально, міра інтегралу по шляхам визначається, як
{\displaystyle {\mathcal {D}}x\equiv \prod _{t}dx(t)}
з точністю до нормалізаційного фактору.
Для частинки в 3-х вимірному просторі цей вираз узагальнюється до траєкторій {\displaystyle x_{i}(t)\ ,} де {\displaystyle i}=1,2,3, і
{\displaystyle {\mathcal {D}}x=\prod _{t}\prod _{i}dx_{i}(t).}
Це, мабуть, найбільш інтуїтивна ілюстрація квантово-механічної амплітуди переходу. Вона визначається як інтеграл вкладів всіх можливих шляхів від початкової до кінцевої точок з ваговим множником визначеним класичною дією, котра відповідає кожному конкретному шляху.
Для більш детального і математично акуратного формулювання інтегралів по шляхам читача може зацікавити підручник (Glimm and Jaffe, 1987).
Формулювання квантової механіки через інтеграл по шляхам може бути використано для побудови теорії поля. Розглянемо скалярне поле {\displaystyle \varphi (x)\ ,}
де {\displaystyle x=({\vec {x}},t)} позначає просторово-часові координати, а еволюція в часі {\displaystyle \varphi ({\vec {x}},t)} визначається як
{\displaystyle \varphi ({\vec {x}},t)=\mathrm {e} ^{\mathrm {i} Ht}\,\varphi ({\vec {x}},t=0)\,\mathrm {e} ^{-\mathrm {i} Ht}.}
В теорії поля основними об'єктами досліджень є вакуумні значення дії (часовпорядкованих) польових операторів, функції Гріна:
{\displaystyle \langle 0|\varphi (x_{1})\varphi (x_{2})\dots \varphi (x_{n})|0\rangle ,\qquad t_{1}>t_{2}>\dots >t_{n}.}
Важливим прикладом є пропагатори
{\displaystyle \langle 0|\varphi (x)\varphi (y)|0\rangle .}
Функції Гріна, по суті, містять всю фізичну інформацію. Як от елементи S-матриці пов'язані з функціями Гріна, наприклад, у випадку двочастинкового розсіяння можуть бути отримані як {\displaystyle \langle 0|\varphi (x_{1})\dots \varphi (x_{4})|0\rangle .}
Замість того, щоб розглядати квантову теорію поля у формулюванні функціонального інтегралу з самого початку, ми обмежимося переходом від квантово-механічного підходу до теорії поля шляхом розгляду аналогій. В цьому випадку основні змінні {\displaystyle x_{i}(t)} переходять в поля
{\displaystyle \phi ({\vec {x}},t)\ .} Правила переходів:
{\displaystyle {\begin{aligned}x_{i}(t)\quad &\longleftrightarrow \quad \phi ({\vec {x}},t)\\i\quad &\longleftrightarrow \quad {\vec {x}}\\\prod _{t,i}dx_{i}(t)\quad &\longleftrightarrow \quad \prod _{t,{\vec {x}}}d\phi ({\vec {x}},t)\equiv {\mathcal {D}}\phi \\S=\int \!dt\ L\quad &\longleftrightarrow \quad S=\int \!dt\,d^{3}x\ {\mathcal {L}},\end{aligned}}}
де {\displaystyle S} класична дія.
Для скалярної дії можна розглянути наступний Лагранжіан з густиною
{\displaystyle {\begin{aligned}{\mathcal {L}}&={\frac {1}{2}}\left(({\dot {\phi }}(x))^{2}-(\nabla \phi (x))^{2}\right)-{\frac {m_{0}^{2}}{2}}\phi (x)^{2}-{\frac {g_{0}}{4!}}\phi (x)^{4}\\&={\frac {1}{2}}(\partial _{\mu }\phi )(\partial ^{\mu }\phi )-{\frac {m_{0}^{2}}{2}}\phi (x)^{2}-{\frac {g_{0}}{4!}}\phi (x)^{4}.\end{aligned}}}
Маса {\displaystyle m_{0}} і стала взаємодії {\displaystyle g_{0}} мають індекс {\displaystyle 0\ ,} оскільки вони є ненормалізованими параметрами. Ця теорія лежить в основі моделі Хіггса-Юкави, де {\displaystyle \phi (x)} поле Хіггса.
За аналогією до квантово-механічного інтегралу по шляхам, представлення функцій Гріна через функціональний інтеграл визначається як
{\displaystyle \langle 0|\varphi (x_{1})\varphi (x_{2})\dots \varphi (x_{n})|0\rangle ={\frac {1}{Z}}\int \!{\mathcal {D}}\phi \ \phi (x_{1})\phi (x_{2})\dots \phi (x_{n})\ \mathrm {e} ^{\mathrm {i} S}}
де {\displaystyle Z=\int \!{\mathcal {D}}\phi \ \mathrm {e} ^{\mathrm {i} S}.} Цей інтеграл включає по всім конфігураціям класичних полів.
Як зазначалося вище, ми не вдавалися до виведення функціонального інтегралу, а лише сформулювали його за аналогією. Більше того, ми перейшли від квантово-механічної амплітуди переходу до функції Гріна, що, загалом, має дещо інший зміст.
Формулювання функціонального інтегралу викликає ряд запитань. По-перше, як утворюється проєкція на основний стан {\displaystyle |0\rangle }? По-друге, ці інтеграли містять осцилюючі підінтегральні елементи за рахунок уявних експонент; як на рахунок збіжності? На останок, чи можливо їх обчислювати чисельно?
Далі буде викладено, яким чином впровадження уявного часу допомагає дати відповідь на ці запитання.

## Евклідова теорія поля
В рамках квантової механіки теж можна сформулювати функції Гріна, наприклад:
{\displaystyle G(t_{1},t_{2})=\langle 0|X(t_{1})X(t_{2})|0\rangle ,\qquad t_{1}>t_{2},}
де {\displaystyle X(t)} оператор координати в представленні Гейзенберга. Далі буде продемонстровано, що такі функції Гріна пов'язані з квантово-механічною амплітудою переходу в комплексному часі через аналітичне продовження. Розглянемо матричний елемент
{\displaystyle \langle x',t'|X(t_{1})X(t_{2})|x,t\rangle =\langle x'|\mathrm {e} ^{-\mathrm {i} H(t'-t_{1})}X\mathrm {e} ^{-\mathrm {i} H(t_{1}-t_{2})}X\mathrm {e} ^{-\mathrm {i} H(t_{2}-t)}|x\rangle }
де {\displaystyle t'>t_{1}>t_{2}>t\ .}
Тепер нехай всі часи розглянемо суто комплексними
{\displaystyle t=-\mathrm {i} \tau ,}
впорядковані як {\displaystyle \tau '>\tau _{1}>\tau _{2}>\tau \ .} Це приводить до виразу
{\displaystyle \langle x'|\mathrm {e} ^{-H(\tau '-\tau _{1})}X\mathrm {e} ^{-H(\tau _{1}-\tau _{2})}X\mathrm {e} ^{-H(\tau _{2}-\tau )}|x\rangle .}
Підставляючи набір власних станів енергій, отримуємо розклад оператора часової еволюції в комплексному часу
{\displaystyle \mathrm {e} ^{-H\tau }=\sum _{n=0}^{\infty }\mathrm {e} ^{-E_{n}\tau }|n\rangle \langle n|=|0\rangle \langle 0|+\mathrm {e} ^{-E_{1}\tau }|1\rangle \langle 1|+\dots ,}
де основний енергетичний стан віднормовано до {\displaystyle E_{0}=0\ .}
Для великих {\displaystyle \tau } спрощується до проектора на основний стан.
Отже, в границі {\displaystyle \tau '\rightarrow \infty } і
{\displaystyle \tau \rightarrow -\infty } отримуємо матричний елемент
{\displaystyle \langle x'|0\rangle \langle 0|X\mathrm {e} ^{-H(\tau _{1}-\tau _{2})}X|0\rangle \langle 0|x\rangle ,}
і, аналогічно,
{\displaystyle \langle x'|\mathrm {e} ^{-H(\tau '-\tau )}|x\rangle \longrightarrow \langle x'|0\rangle \langle 0|x\rangle .}
Тому функції Гріна в комплексному часі,
{\displaystyle G_{E}(\tau _{1},\tau _{2})=\langle 0|X\mathrm {e} ^{-H(\tau _{1}-\tau _{2})}X|0\rangle ,}
можуть бути виражені як
{\displaystyle G_{E}(\tau _{1},\tau _{2})=\lim _{\tau '\rightarrow \infty ,\ \tau \rightarrow -\infty }{\frac {\langle x'|\mathrm {e} ^{-H(\tau '-\tau _{1})}X\mathrm {e} ^{-H(\tau _{1}-\tau _{2})}X\mathrm {e} ^{-H(\tau _{2}-\tau )}|x\rangle }{\langle x'|\mathrm {e} ^{-H(\tau '-\tau )}|x\rangle }}.}
Тепер знаменник, як і чисельник, можуть бути сформульовані через інтеграли по шляхам. Відмінність випадку комплексного часу від дійсного полягає в тому, що тепер має використовуватися
{\displaystyle \langle x|\mathrm {e} ^{-H\Delta \tau }|y\rangle \approx {\sqrt {\frac {m}{2\pi \Delta \tau }}}\ \exp -\Delta \tau \left\{{\frac {m}{2}}\left({\frac {x-y}{\Delta \tau }}\right)^{2}+V(x)\right\}.}
Це приводить до формулювання через інтеграли по шляхам
{\displaystyle G_{E}(\tau _{1},\tau _{2})={\frac {1}{Z}}\int \!{\mathcal {D}}x\ x(\tau _{1})x(\tau _{2})\,\mathrm {e} ^{-S_{E}},}
де {\displaystyle \quad Z=\int \!{\mathcal {D}}x\ \mathrm {e} ^{-S_{E}}\ \,} і
{\displaystyle S_{E}=\int \!d\tau \left\{{\frac {m}{2}}\left({\frac {dx}{d\tau }}\right)^{2}+V(x(\tau ))\right\}.}
Функції Гріна в дійсному часі, в яких було зацікавлення початково, може бути отримано з {\displaystyle G_{E}} через аналітичне продовження, {\displaystyle G(t_{1},t_{2})=G_{E}(\mathrm {i} t_{1},\mathrm {i} t_{2})\ .}

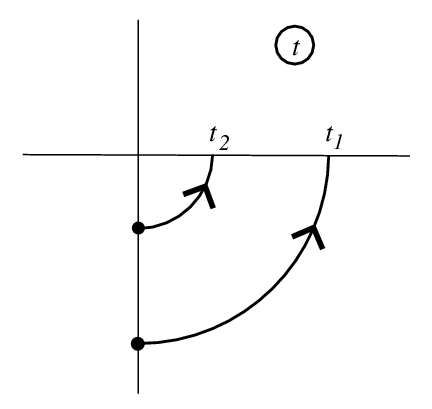
Обертання Віка для переходу від уявних до дійсних часових змінних

Аналітичне продовження має бути виконано таким чином, щоб всі часові аргументи чергувалися одночасно проти годинникової стрілки на комплексній {\displaystyle t}-площині. Це так званий поворот Віка, проілюстрований на зображенні.
Повертаючись до теорії поля, функції Гріна
{\displaystyle G(x_{1},\dots ,x_{n})=\langle 0|T\varphi (x_{1})\dots \varphi (x_{n})|0\rangle ,}
продовжені до комплексного часу, {\displaystyle t=-\mathrm {i} \tau \ ,} є так званими функціями Швінгера.
{\displaystyle G_{E}(({\vec {x}}_{1},\tau _{1}),\dots ,({\vec {x}}_{n},\tau _{n}))=G(({\vec {x}}_{1},-i\tau _{1}),\dots ,({\vec {x}}_{n},-i\tau _{n})).}
За аналогією з випадком квантової механіки, їх формулювання через функціональні інтеграли
{\displaystyle G_{E}(x_{1},\dots ,x_{n})={\frac {1}{Z}}\int \!{\mathcal {D}}\phi \ \phi (x_{1})\dots \phi (x_{n})\,\mathrm {e} ^{-S_{E}}}
де {\displaystyle Z=\int \!{\mathcal {D}}\phi \ \mathrm {e} ^{-S_{E}}} і
{\displaystyle {\begin{aligned}S_{E}&=\int \!d^{3}xd\tau \left\{{\frac {1}{2}}\left({\frac {d\phi }{d\tau }}\right)^{2}+{\frac {1}{2}}(\nabla \phi )^{2}+{\frac {m_{0}^{2}}{2}}\phi ^{2}+{\frac {g_{0}}{4!}}\phi ^{4}\right\}\\&=\int \!d^{4}x\left\{{\frac {1}{2}}(\partial _{\mu }\phi )^{2}+{\frac {m_{0}^{2}}{2}}\phi ^{2}+{\frac {g_{0}}{4!}}\phi ^{4}\right\}.\end{aligned}}}
Як можна побачити з кінетичної частини {\displaystyle S_{E}\ ,} метрика простору Мінковського
{\displaystyle -ds^{2}=-dt^{2}+dx_{1}^{2}+dx_{2}^{2}+dx_{3}^{2}}
переходить в
{\displaystyle d\tau ^{2}+dx_{1}^{2}+dx_{2}^{2}+dx_{3}^{2},}
що є Евклідовою метрикою. Саме тому такі об'єкти називають Евклідовими функціями Гріна {\displaystyle G_{E}} і Евклідовими функціональними інтегралами. Вони є початковими елементами дослідження незбурюваних теорій поля.
Чи можливий подальший розгляд певної теорії поля аналітично при переході від дійсного часу до комплексного і навпаки залежить від ряду необхідних критеріїв. Для великого класу теорій поля ці умови були проаналізовані і сформульовані в роботах Osterwalder і Schrader, див. (Osterwalder and Schrader, 1973, 1975). Наприклад, Евклідова теорія поля має задовольняти так званому критерію reflection positivity щоб мати відповідну теорію поля у просторі Мінковського.
Оскільки {\displaystyle S_{E}} дійсна, шукані інтеграли тепер дійсні і не мають неприємних осцилюючих складників. Більш того, оскільки {\displaystyle S_{E}} обмежена знизу, фактор {\displaystyle \exp(-S_{E})} в інтегралі теж обмежений. Сильно флуктуюючі поля дають велике значення Евклідової дії {\displaystyle S_{E}}, а отже подавляють фактор {\displaystyle \exp(-S_{E})\ .} (Строго кажучи, це твердження не має сенсу якщо не брати до уваги ренормалізацію.) Це робить Евклідові інтеграли більш привабливими в порівнянні з Міньковськими аналогами.
На перший погляд, в Евклідовому формалізмі всі величини нефізичні і немає можливості напряму отримати фізичні результати з Евклідових функцій Гріна. Але це не так. Наприклад, спектр в рамках теорії може бути отриманий наступним чином. Розглянемо вакуумне значення в наступному вигляді
{\displaystyle \langle 0|A_{1}\mathrm {e} ^{-H\tau }A_{2}|0\rangle ,}
де {\displaystyle A_{i}} формуються з полів {\displaystyle \varphi \ ,} наприклад як, {\displaystyle A=\varphi ({\vec {x}},0)} або {\displaystyle A=\int \!d^{3}x\ \varphi ({\vec {x}},0)\ .} Тепер підставимо набір власних станів енергій, аналогічно до раніше розглянутого випадку,
{\displaystyle \langle 0|A_{1}\mathrm {e} ^{-H\tau }A_{2}|0\rangle =\sum _{n}\langle 0|A_{1}|n\rangle \mathrm {e} ^{-E_{n}\tau }\langle n|A_{2}|0\rangle .}
У випадку неперервного спектру суму варто трактувати як інтеграл. З іншого боку формулювання вакуумного значення через функціональний інтеграл приводить до
{\displaystyle {\frac {1}{Z}}\int \!{\mathcal {D}}\phi \ \mathrm {e} ^{-S_{E}}A_{1}(\tau )A_{2}(0)=\sum _{n}\langle 0|A_{1}|n\rangle \langle n|A_{2}|0\rangle \mathrm {e} ^{-E_{n}\tau }.}
Це схоже до проєкції основного стану на початку цього розділу. Для великих {\displaystyle \tau } найнижчий власний стан енергії домінуватиме в сумі. Отже можна отримати нижню частину спектру з асимптотичної поведінки цього вакуумного значення. Обираючи {\displaystyle A_{1},A_{2}} зручним чином, наприклад, для
{\displaystyle A\equiv A_{1}=A_{2}=\int \!d^{3}x\ \varphi ({\vec {x}},0),}
таким щоб {\displaystyle \langle 0|A|1\rangle \neq 0} для одночастинкового стану {\displaystyle |1\rangle } з нульовим моментом {\displaystyle {\vec {p}}=0} і масою {\displaystyle m_{1}\ ,} можна отримати
{\displaystyle {\frac {1}{Z}}\int \!{\mathcal {D}}\phi \ \mathrm {e} ^{-S_{E}}A(\tau )A(0)=|\langle 0|A|1\rangle |^{2}\mathrm {e} ^{-m_{1}\tau }+\dots ,}
що робить можливим знаходження маси частинки.
Надалі ми продовжимо працювати в Евклідовому просторі і знехтуємо індексом {\displaystyle E\ ,} маючи на увазі {\displaystyle S\equiv S_{E}} Евклідову дію.

## Дискретизація ґраткою
Одне з основних питань все ще залишається відкритим: чи інтегрування нескінченної розмірності по всім конфігураціям класичних полів, наприклад
{\displaystyle {\mathcal {D}}\phi =\prod _{x}d\phi (x),}
має сенс взагалі? Як воно визначене?

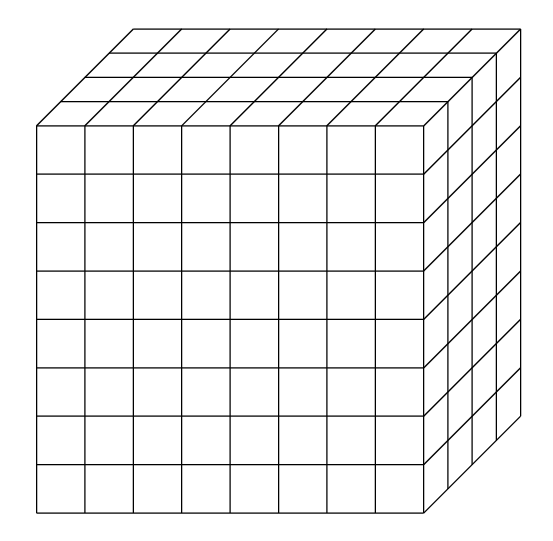
Приклад 3-D ґратки

В квантовій механіці формулювання інтегралу по шляхам може бути виведено як границя дискретизації в часі. В теорії поля, поля залежать від {\displaystyle d+1} Евклідової координати замість однієї часової і {\displaystyle d} просторових координати. Ми можемо ввести дискретизований простір-час у вигляді ґратки, наприклад гіперкубічної, визначеної як
{\displaystyle x_{\mu }=an_{\mu },\qquad n_{\mu }\in \mathbf {Z} ,\qquad \mu =1...d+1.}
Величина {\displaystyle a} називається періодом ґратки. Варто звернути увагу, що, будучи розмірним параметром, період ґратки не є параметром дискретизованої теорії, котрий міг би бути використаний в комп'ютерній програмі для обчислення інтегралів по шляхам. Період ґратки у фізичних одиницях є обчислюваною величиною, що визначається динамікою моделі. Це буде детальніше описано в секції «Неперервна границя».
Скалярне поле {\displaystyle \phi (x)} тепер визначене лише на вузлах ґратки. Розглянемо приклад теорії {\displaystyle \phi ^{4}} в розмірності {\displaystyle 3+1}. Частинні похідні заміняються скінченними різницями
{\displaystyle \partial _{\mu }\phi \longrightarrow \Delta _{\mu }\phi (x)\equiv {\frac {1}{a}}(\phi (x+a{\hat {\mu }})-\phi (x)),}
а просторово-часові інтеграли заміняються сумуванням:
{\displaystyle \int \!d^{4}x\quad \longrightarrow \sum _{x}a^{4}\ .}
Дія дискретизованої {\displaystyle \phi ^{4}}-теорії може бути записана як
{\displaystyle S=\sum _{x}a^{4}\left\{{\frac {1}{2}}\sum _{\mu =1}^{4}(\Delta _{\mu }\phi (x))^{2}+{\frac {m_{0}^{2}}{2}}\phi (x)^{2}+{\frac {g_{0}}{4!}}\phi (x)^{4}\right\}.}
У функціональному інтегралі міра {\displaystyle {\mathcal {D}}\phi } тепер включає лише вузли ґратки {\displaystyle x}. Отже набір дискретних змінних має інтегруватися. Якщо ґратка є скінченною тоді й інтеграл має скінченну розмірність.
Дискретизація простору-часу з використанням ґратки має один дуже важливий наслідок. Завдяки ненульовому періоду ґратки виникає відсічення в просторі імпульсів. Воно може спостерігатися при Фур'є перетворенні поля
{\displaystyle {\tilde {\phi }}(p)=\sum _{x}a^{4}\ \mathrm {e} ^{-\mathrm {i} px}\ \phi (x).}
Фур'є образ поля періодичний в просторі імпульсів, щоб можна було визначити
{\displaystyle p_{\mu }\cong p_{\mu }+{\frac {2\pi }{a}}}
і обмежити імпульс до першої зони Брілюена
{\displaystyle -{\frac {\pi }{a}}\,<\,p_{\mu }\,\leq {\frac {\pi }{a}}.}
Обернене перетворення Фур'є, наприклад, визначається як
{\displaystyle \phi (x)=\int _{-\pi /a}^{\pi /a}{\frac {d^{4}p}{(2\pi )^{4}}}\ \mathrm {e} ^{\mathrm {i} px}\ {\tilde {\phi }}(p).}
Тут можна впізнати ультрафіолетове відсічення
{\displaystyle |p_{\mu }|\leq {\frac {\pi }{a}}.}
Отже теорії поля на ґратці регуляризується природнім чином.
Почнемо з розгляду скінченної ґратки для збереження чітких означень. Розглянемо гіперкубічну ґратку з періодом {\displaystyle L_{1}=L_{2}=L_{3}=L} в кожній просторовій розмірності і з довжиною {\displaystyle L_{4}=T} в Евклідовому часі,
{\displaystyle x_{\mu }=an_{\mu },\qquad n_{\mu }=0,1,2,\dots ,L_{\mu }-1,}
з скінченним об'ємом {\displaystyle V=L^{3}T\ .} В скінченному об'ємі необхідно визначити крайові умови. Популярним є вибір періодичної крайової умови
{\displaystyle \phi (x)=\phi (x+aL_{\mu }\,{\hat {\mu }}),}
де {\displaystyle {\hat {\mu }}} одиничний вектор в {\displaystyle \mu }-напрямку. Це означає, що й імпульс дискретний,
{\displaystyle p_{\mu }={\frac {2\pi }{a}}\,{\frac {l_{\mu }}{L_{\mu }}}\qquad {\mbox{with}}\ l_{\mu }=0,1,2,\dots ,L_{\mu }-1,}
а отже й інтегрування в імпульсному просторі також замінюється скінченним сумуванням
{\displaystyle \int \!{\frac {d^{4}p}{(2\pi )^{4}}}\ \longrightarrow \ {\frac {1}{a^{4}L^{3}T}}\sum _{l_{\mu }}.}
Таким чином всі функціональні інтеграли перетворилися в регуляризовані і скінченні вирази.
Звичайно, тепер необхідно відновити фізику в неперервному та нескінченному просторі-часі. Для цього необхідно перейти до границі нескінченного об'єму,
{\displaystyle L,T\longrightarrow \infty ,}
і до неперервної границі,
{\displaystyle a\longrightarrow 0.}
Побудова неперервної границі в теорії поля на ґратці зазвичай дуже нетривіальна задача.
Формулювання Евклідової квантової теорії поля на ґратці несе корисну аналогію зі статистичною механікою. Функціональний інтеграл має вигляд статистичної суми, а отже можна отримати наступні відповідності:
| Евклідова теорія поля                                                               | Статистична механіка                                                                                        |
| ----------------------------------------------------------------------------------- | --- |
| Генеруючий функціонал {\displaystyle \int \!{\mathcal {D}}\phi \ \mathrm {e} ^{-S}} | Статистична сума {\displaystyle \sum \mathrm {e} ^{-\beta {\mathcal {H}}}}                                  |
| Дія {\displaystyle S}                                                               | Гамільтоніан {\displaystyle \beta {\mathcal {H}}}                                                           |
| Маса {\displaystyle m} {\displaystyle G\sim \mathrm {e} ^{-mt}}                     | Обернена кореляційна довжина {\displaystyle 1/\xi } {\displaystyle G\sim \mathrm {e} ^{-{\frac {x}{\xi }}}} |
| Константа зв'язку {\displaystyle g} {\displaystyle {\frac {1}{g^{2}}}}              | Обернена температура {\displaystyle \beta } {\displaystyle \beta \sim {\frac {1}{T}}}                       |

Ця формальна аналогія дозволяє використовувати добре відомі методі статистичної механіки в теорії поля і навпаки. Навіть термінологія обох дисциплін часто збігається. Наприклад, в теорії поля часто застосовується високотемпературний розклад або наближення середнього поля, а в статистичний механіці ренормалізаційна група.

## Гамільтонова теорія поля на ґратці
Альтернативою Евклідовій теорії поля на ґратці є Гамільтонова теорія, запропонована Kogut і Susskind (Kogut and Susskind, 1975). В цьому формулюванні лише трьохвимірний простір координат дискретизується на ґратці, а інші координати залишаються неперервними. Більш того, час залишається дійсним і не продовжується до евклідового інтервалу. Гамільтонова теорія дозволяє застосовувати деякі аналітичні методи такі, як розклад сильної взаємодії або теорія збурень. На жаль, метод Монте Карло, що є потужним інструментом чисельних обчислень, незастосовний в рамках даної теорії, через що вона втратила свою популярність.

## Калібрувальна теорія на ґратці
Теорії калібрувальних полів також можуть бути сформульовані на просторово-часовій ґратці. Більш детально це описано в окремій статті, тут лише буде наведено основні елементи для калібрувальної групи {\displaystyle SU(N)}.

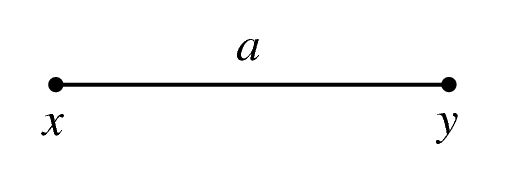
Лінк між вузлами ґратки та

Шляхи, що з'єднують найближчі точки на ґратці називаються лінками.
Кожному лінку
{\displaystyle b=\langle x+a{\hat {\mu }},x\rangle }
у напрямку ґратки {\displaystyle {\hat {\mu }}} відповідає змінна лінку
{\displaystyle U(b)\equiv U(x+a{\hat {\mu }},x)\equiv U_{x\mu }\in {\rm {SU}}(N)}
Група цих змінних представляє калібрувальне поле. Калібрувальне поле дискретної алгебри Лі {\displaystyle A_{\mu }^{b}(x)} може бути введено як
{\displaystyle U_{x\mu }\equiv \exp\{\mathrm {i} g_{0}aA_{\mu }^{b}(x)T_{b}\},}
де {\displaystyle T^{a}} генератори калібрувальної групи, а {\displaystyle g_{0}} стала зв'язку.

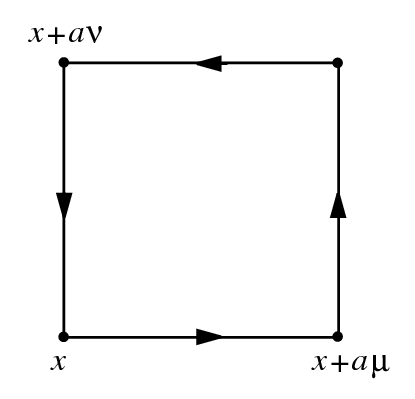
Плакетка в напрямках ґратки і

Найменші замкнуті шляхи га ґратці — плакетки.
Змінні плакеток
{\displaystyle U(p)=U_{x\mu \nu }\equiv U_{(x+a{\hat {\nu }})(-\nu )}U_{(x+a{\hat {\mu }}+a{\hat {\nu }})(-\mu )}U_{(x+a{\hat {\mu }})\nu }U_{x\mu }}
входять в  дію Вільсона'
{\displaystyle S_{W}=-\sum _{p}{\frac {2}{g_{0}^{2}}}{\rm {Re}}({\rm {Tr}}(U(p))).}
В неперервній границі, де {\displaystyle a} прямує до нуля, можна отримати
{\displaystyle S_{W}={\frac {g_{0}^{2}}{4}}\sum _{x}a^{4}F_{\mu \nu }^{b}F_{\mu \nu }^{b}+{\mathcal {O}}(a^{6}),}
що відтворює дію Янга-Міллса. З її допомогою можна сформулювати квантову хромодинаміку на ґратці.
Інтеграл по всім конфігураціям калібрувальних полів на ґратці становить інтеграл по всім змінним лінків {\displaystyle U(b)\ .} Отже, для вакуумного значення довільної спостережуваної величини {\displaystyle A} можна записати
{\displaystyle \langle A\rangle ={\frac {1}{Z}}\int \!\prod _{b}dU(b)\ A\ \mathrm {e} ^{-S_{W}},}
де інтегрування {\displaystyle dU(b)} для даного лінка {\displaystyle b} має розумітися, як інваріантне інтегрування по груповому многовиду нормованому як
{\displaystyle \int \!dU=1.}

## Методи
В попередніх розділах були визначені функціональні інтеграли для теорій поля на ґратці. Іншим аспектом є методи обчислення цих інтегралів високої розмірності. Точні обчислення даних виразів в загальному випадку не є можливим. В цьому розділі будуть наведені деякі методи наближених обчислень функціональних інтегралів.

### Теорія збурень
Хоча теорія поля на ґратці дає можливість вивчати елементи теорії без застосування теорії збурень, це все ще дуже цінний інструмент і для використання в теоріях на ґратках. Особливо для порівняння результатів збурених та незбурених теорій в межах де обидва методи можуть бути застосовні.
Застосування теорії збурень полягає в степеневому розкладі по сталій зв'язку. Ґратка забезпечує природне ультрафіолетове відсічення {\displaystyle \pi /a} для всіх імпульсів. Також можна помітити, що пропагатори та вершини відрізняються від відповідних аналогів у неперервному випадку, що забезпечується особливою формою дії на ґратці. Наприклад, з'являється самодія глюона всіх порядків, не лише трьох- та чотирьох-глюонна вершини.

### Розклад сильної взаємодії
Аналогія між Евклідовою теорією поля і статистичною механікою була встановлена. В статистичній механіці давно відомий метод високотемпературного розкладу. Для калібрувальних теорій на ґратці це розклад по степеням
{\displaystyle \beta \sim {\frac {1}{g_{0}^{2}}},}
що є малою величиною при великих значеннях сталої взаємодії {\displaystyle g_{0}\ .} А отже це й справді розклад по сильній взаємодії. Больцманівський фактор розкладається як
{\displaystyle \exp {\left(\beta {\frac {1}{N}}{\rm {Re}}({\rm {Tr}}(U(p)))\right)}=1+\beta {\frac {1}{N}}{\rm {Re}}({\rm {Tr}}(U(p)))+\dots \ .}
Результуючий розклад можна зобразити діаграмою, аналогічно до фейнманівських діаграм теорії збурень. Але діаграмними елементами є плакетки {\displaystyle p} на ґратці. Кожна додаткова степінь {\displaystyle \beta } додає ще одну плакетку.
У випадку скалярного поля, відповідним методом є стрибкоподібне розширення параметрів, що відповідає розкладу за параметром {\displaystyle \kappa \ ,}
котрий є малим при великих значеннях маси {\displaystyle m_{0}\ .}
Розклад сильної взаємодії і метод стрибкоподібного розширення параметрів мають скінченний радіус збіжності на відміну від теорії збурень, яка, зазвичай, розбіжна і в кращому випадку асимптотична.

### Інші аналітичні методи
Інші аналітичні методи доступні для приблизного обчислення функціональних інтегралів калібрувальних теорій на ґратці. Деякі з них:
- наближення середнього поля
- ренормалізаційна група
- {\displaystyle {\frac {1}{N}}}-розклад (розклад ’т Хоофта для калібрувальних теорій)

### Методи Монте Карло
На скінченній ґратці обчислення вакуумних середніх значень потребує обчислення інтегралів скінченної розмірності. Це відразу підштовхує до застосування чисельних методів. Наївно буде запропонувати інтегрування квадратурами, адже типова ґратка з 40 вузлами матиме {\displaystyle 8\cdot 4\cdot 40^{4}} змінних лінків. Для калібрувальної групи {\displaystyle SU(3)} це становитиме {\displaystyle 81,920,000} справжніх змінних. Це непідйомна задача для класичних методів інтегрування квадратурами навіть в майбутньому. Отже необхідні статистичні методи. Утворення випадкової конфігурації калібрувальної ґратки виявилося дуже неефективним. Важливою є концепція вибірки важливого: для заданої дії ґратки {\displaystyle S} квадратурні точки {\displaystyle x_{i}} генеруються з імовірністю
{\displaystyle p(x_{i})\sim \exp\{-S(x_{i})\}.}
Це забезпечує велику кількість точок у необхідних межах інтегрування, значно підвищуючи точність.
У випадку калібрувальної теорії на ґратці квадратурнимим точками є конфігурації {\displaystyle U^{(i)}=\left\{U_{x\mu }^{(i)}\right\}\ .} Вакуумні середні
{\displaystyle \langle 0|A|0\rangle ={\frac {1}{Z}}\int \!{\mathcal {D}}U\ A(U)\ \mathrm {e} ^{-S(U)}}
отримуються чисельно наближено як середнє
{\displaystyle {\bar {A}}\equiv {\frac {1}{n}}\sum _{i=1}^{n}A(U^{(i)}).}
Метод Монте Карло полягає в створенні послідовності конфігурацій {\displaystyle U^{(1)}\rightarrow U^{(2)}\rightarrow U^{(3)}\rightarrow \dots } з відповідними ймовірностями статистичним шляхом. Це звісно є відбувається на комп'ютері. Оновлення це — крок, при якому змінюється лише єдина змінна лінку {\displaystyle U_{x\mu }}, тоді як свіп означає прохід через всю ґратку оновлюючи кожну змінну лінку. Поширена техніка для оновлення лінку є алгоритм метрополісу.
Важливою особливістю статистичного підходу до обчислень є існування статистичних похибок. Результат таких обрахунків зазвичай подається у вигляді
{\displaystyle \langle A\rangle ={\bar {A}}\pm \sigma _{\bar {A}},}
де розкид {\displaystyle {\bar {A}}} зменшується зі зростанням числа {\displaystyle n} конфігурацій
{\displaystyle \sigma _{\bar {A}}\sim {\frac {1}{n^{1/2}}}.}

## Неперервна границя

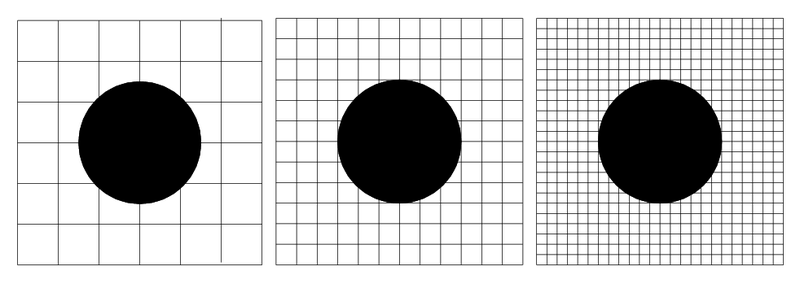
2-D ґратка зі зростаючою кореляційною довжиною